# Barichneumon derogator
Barichneumon derogator là một loài tò vò trong họ Ichneumonidae.